# 梅坑镇
梅坑镇，是中华人民共和国广东省韶关市新丰县下辖的一个乡镇级行政单位。

## 行政区划
梅坑镇下辖以下地区：
梅坑社区、小正社区、新坪村、长坪村、长江村、梅西村、梅南村、梅坑村、梅中村、梅东村、张田村、大岭村、利坑村、徐坑村、清水村、华溪村、黄柏村、禾溪村、新正村、小正村、司前村和茶坑村。